# Bystrzyca Stara
Bystrzyca Stara is een plaats in het Poolse district  Lubelski, woiwodschap Lublin. De plaats maakt deel uit van de gemeente Strzyżewice en telt 451 inwoners.